# Gottfried von Pappenheim
Gottfried Heinrich, conde de Pappenheim (29 de mayo de 1594-17 de noviembre de 1632) fue Maestre de Campo del Sacro Imperio Romano Germánico en la Guerra de los Treinta Años.

## Biografía
Nació en la ciudad de Treuchtlingen, fue el segundo hijo de Veit zu Pappenheim, Señor de Treuchtlingen y Schwindegg, y su segunda esposa Maria Salome von Preysing-Kopfsburg. 
Recibió educación en Altdorf y Tübingen, viajando después a países del centro y sur de Europa, dominando varios lenguajes y buscando aventuras. Su estadía en dichos países lo llevaron a adoptar oficialmente el catolicismo en 1614, religión a la cual sería devoto el resto de su vida. Después decidiría prestar servicio militar en Polonia lo cual le daría suficiente experiencia militar para la Guerra de los Treinta Años.
Para la batalla de la Montaña Blanca (1620) él sería ascendido a teniente coronel, en donde demostraría un gran coraje. Al siguiente año lucharía contra el conde de Mansfeld en Alemania occidental y en 1622 es ascendido a coronel de un regimiento de coraceros.
Luego de pelear bajo el mando del conde de Tilly contra Cristián IV de Dinamarca y tomar la ciudad de Wolfenbüttel pensó que como recompensa obtendría Brunswick-Wolfenbüttel, cosa que no sucedió. En 1628 obtendría el título de conde. Estuvo presente en el saqueo de Magdeburgo, donde sería acusado junto al conde de Tilly de mostrar una excesiva crueldad. Sin embargo sería derrotado junto a Tserclaes en la batalla de Breitenfeld por Gustavo Adolfo II y poco a poco los católicos perderían terreno ante los protestantes, sin embargo Pappenheim lograría recuperar el sur del Rin y del Wesser actuando con cautela en gloriosas operaciones militares, la captura de esas áreas fueron catastróficas para el rey sueco, puesto que necesitaba las zonas propiamente dichas para recibir más refuerzos. Esos hechos convertirían así a Gottfried von Pappenheim, un simple conde alemán, en la peor pesadilla de Gustavo Adolfo II de Suecia, quien poseía el ejército más potente de Europa en esos años.
Sus maniobras le valieron suficiente fama para que el emperador lo pusiera a apoyar a Wallenstein contra los sajones y sus aliados suecos. El 1631 el rey Felipe IV de España lo nombró caballero número 382 de la Orden del Toisón de Oro. Su última gran acción sería en la batalla de Lützen. Su imponente carga de caballería golpeó al ejército sueco en el momento preciso, pues logró impedir una carga masiva de la infantería sueca. No obstante, en el clímax de la batalla una bala de cañón le atravesó el abdomen y lo ahogaría en su propia sangre, al mismo tiempo que su némesis, Gustavo Adolfo II de Suecia, cargaría al frente de la batalla con su escolta para socorrer a la debilitada infantería sajona, momento en que un bala de mosquete lo haría caer de su montura y encontraría también la muerte en el campo de batalla. Muriendo así dos grandes generales.

## Galería

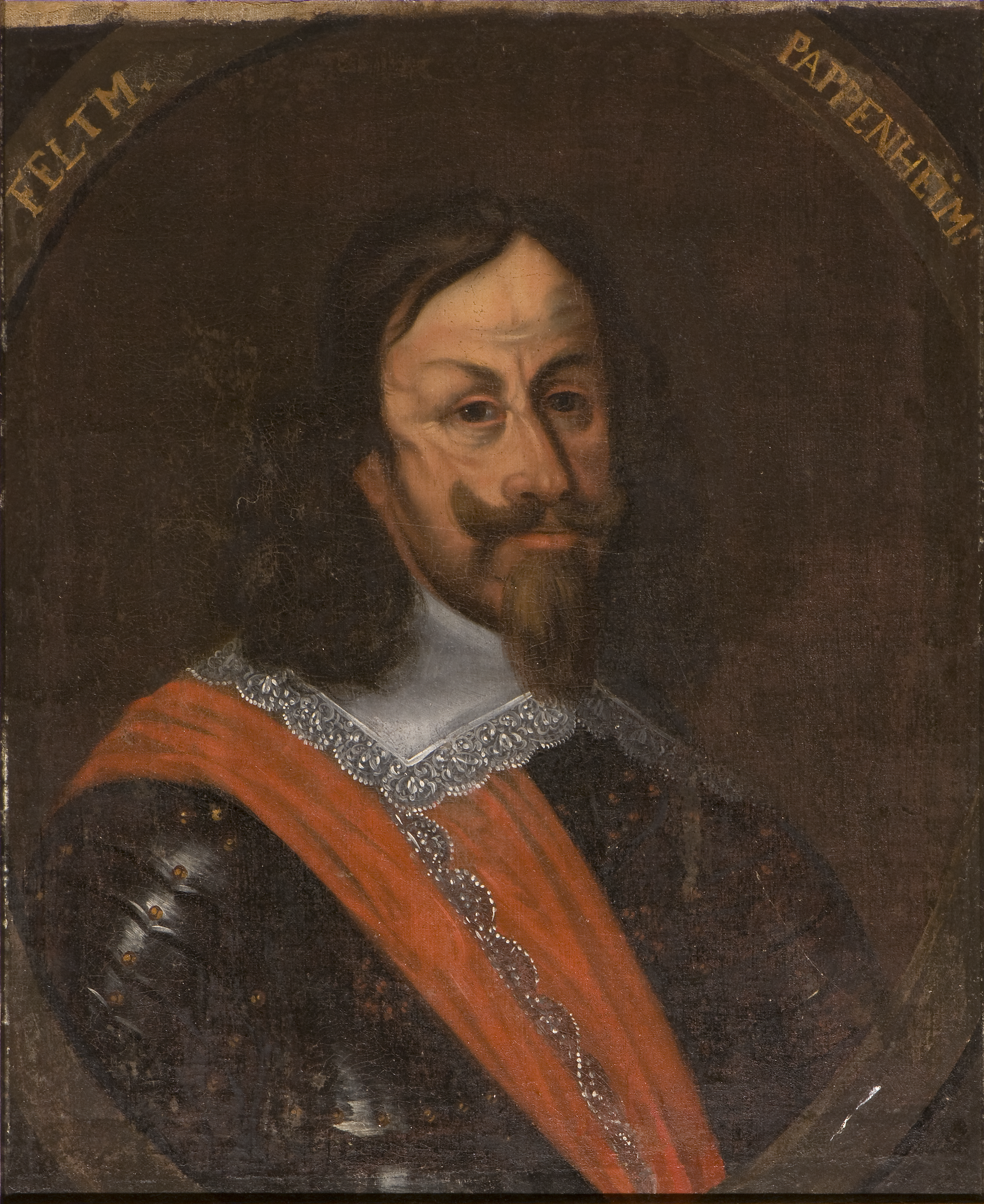
Retrato de Pappenheim
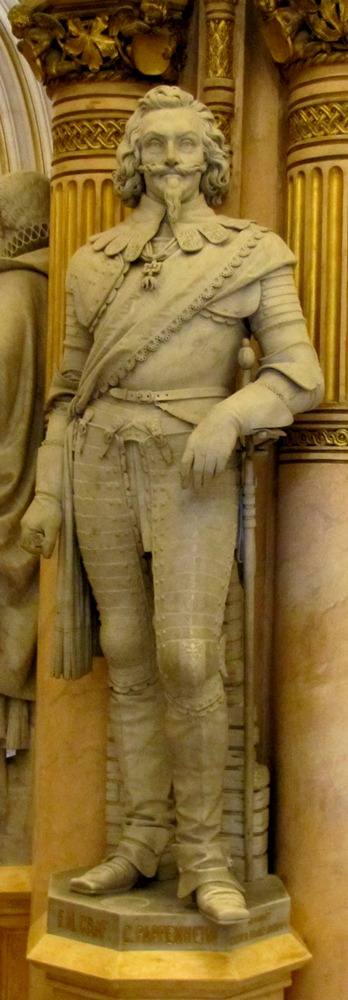
Estatua de Pappenheim en el Museo de Historia Militar de Viena
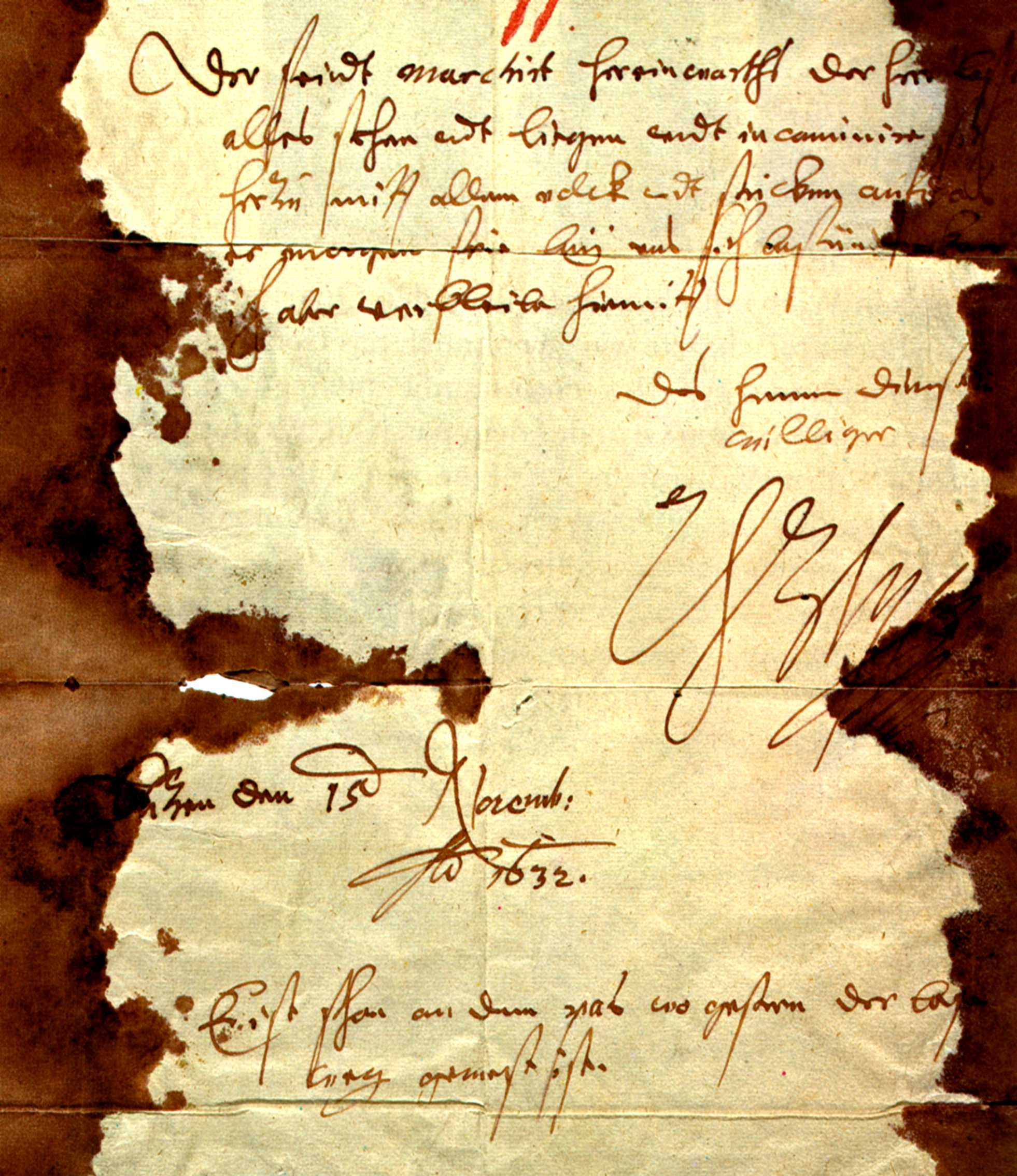
Carta de Wallenstein, solicitando apoyo a Pappenheim.
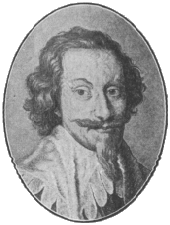
Retrato de Pappenheim de un árbol genealógico.
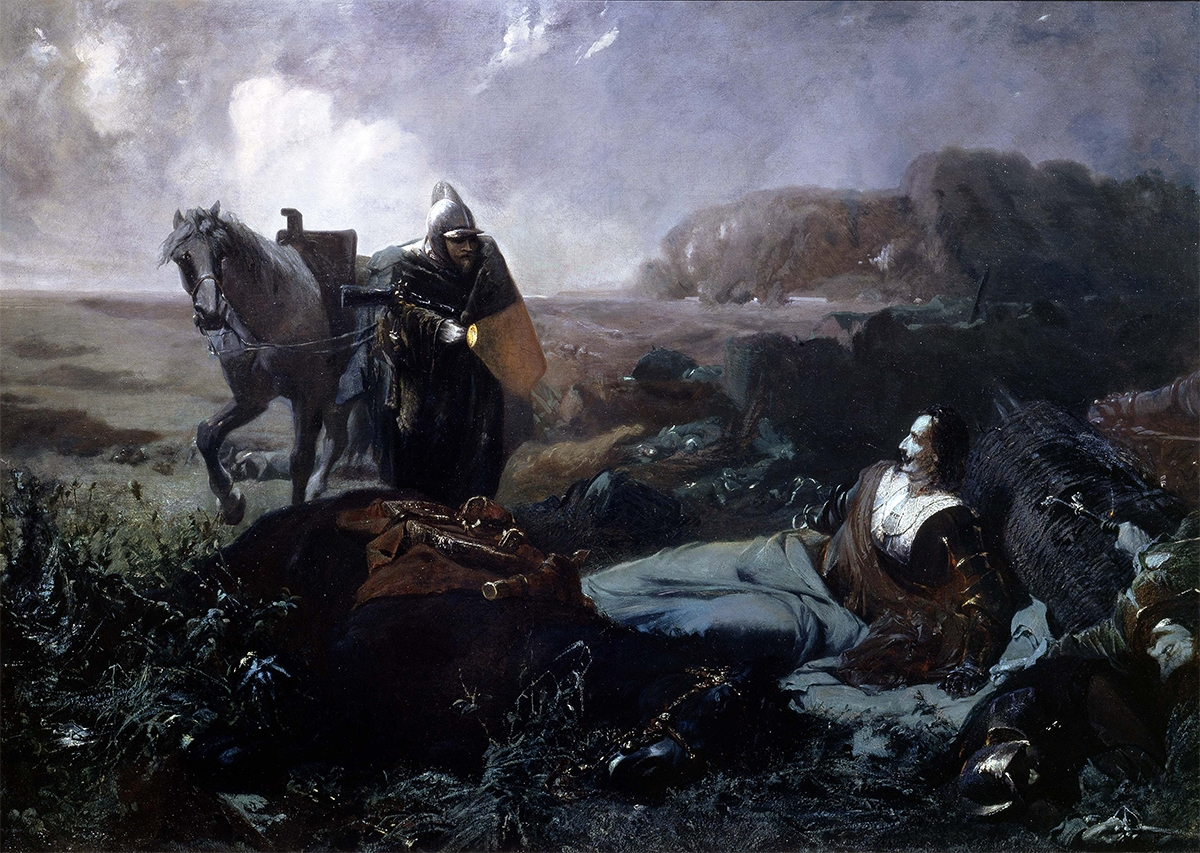
Muerte de Pappenheim luego de la batalla de Lützen.
Coraceros de Pappenheim.